# 協同冷卻
協同冷卻（Sympathetic cooling）也稱為共同冷卻及互感冷卻，是一種粒子冷卻另一種粒子的過程。
一般而言，會用可以被雷射冷卻的單原子離子來冷卻附近的離子或是原子，冷卻方式是用二個粒子之間的庫侖交互作用。此作法可以冷卻一些無法直接用雷射來冷卻的離子或是原子，後者包括大部份的多原子離子，特別是大的有機分子。不過若二個粒子的質量電荷比相近，協同冷卻的效果會最好。
第一個用協同冷卻冷卻中性粒子的例子是由Christopher Myatt等人在1997年實作。此處有利用一個配合電場及磁場的技術，使某一個方向自旋的原子受到限制較往另一個方向自旋的原子要小，限制較小的原子其動能較高，比較容易脫離，使總能量下降，因此使受強烈限制的原子得以冷卻。Christopher Myatt等人也用協同冷卻來產生玻色–爱因斯坦凝聚。